# ثاء
الثاء «ث» هو الحرف الرابع (4) بالترتيب الهجائي والثالث والعشرون (23) بالترتيب الأبجدي من حروف الأبجدية العربية. تلفظ [θ] بصوت أسناني احتكاكي مهموس. هو أحد الستة حروف التي أُضيفت من الأبجدية الفينيقية مع كل من الخاء والذال والضاد والظاء والغين. قيمته تساوي (500) في حساب الجمل.

## كيفية الكتابة
| الموقع من الكلمة: | معزول | بدائي | وسطي | نهائي |
| ----------------- | ----- | ----- | ---- | ----- |
| شكل الحرف:        | ث     | ثـ    | ـثـ  | ـث    |

## في القرآن
ذُكرت ثاء في القرآن الكريم في 1414 موضع.